# 小林弥六
小林 弥六（こばやし やろく、1878年11月1日 - 1943年3月22日）は、日本の映画監督。
石川県金沢市生まれ。専門学校卒業。1907年（明治40年）、横田商会に撮影技師として入社し、巡業隊に属して映写技師や活動弁士を務める。1909年（明治42年）頃からは同社で牧野省三監督・尾上松之助主演作品の助監督に就く。1912年（大正元年）の日活創立で同社の撮影部に入り、やがて監督に昇進した。1920年（大正9年）、日活時代劇部が二部制となり、第一部で松之助映画の監督を務めた。翌年には牧野が日活を去ったため、以降は松之助映画を専門に撮り続けた。1926年（大正15年）に松之助が死去してからは監督を辞め、池永浩久撮影所長の秘書、製作総務部長、衣裳係主任などを務め、定年退職後も嘱託として晩年まで撮影所に勤務した。
主な監督作品に『お祭佐七』（1917年）、『槍の権三郎』（1918年）、『弥次喜多 前篇 善光寺詣りの巻』（1921年、辻吉朗監督と共同、現存）、『乞食と大名』（1925年）など。